# 태풍 짠쯔 (2006년)
태풍 짠쯔(태풍 번호: 0601, JTWC 지정 번호: 02W, 국제명:CHANCHU, 필리핀 기상청(PAGASA) 지정 이름: Caloy)는 2006년에 북서태평양에서 발생한 1번째 태풍으로, 동아시아 전역에 많은 피해를 낸 태풍이다.

## 태풍의 진행

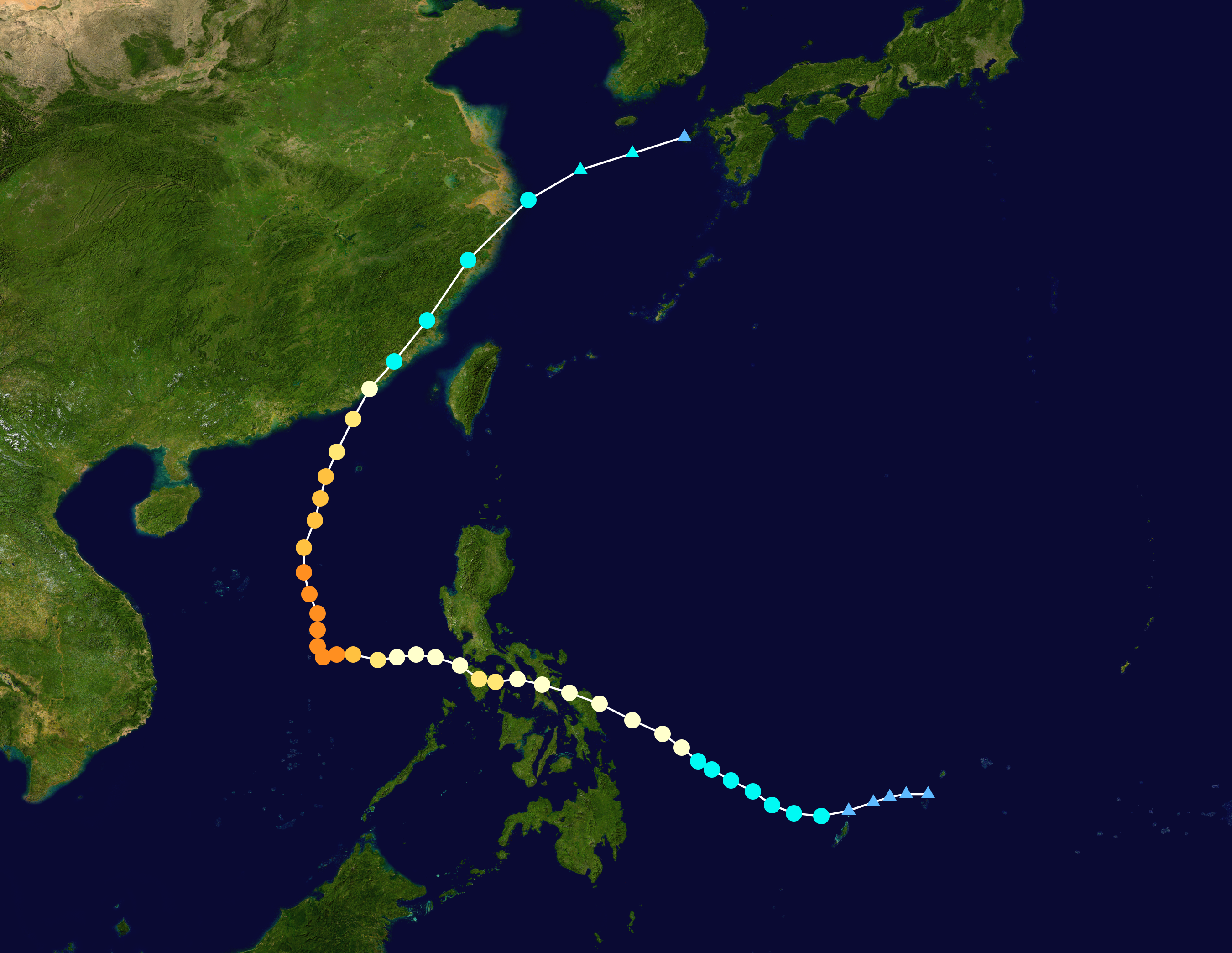
태풍 짠쯔의 이동 경로

5월 5일, 팔라우의 전(前) 수도인 코로르 북쪽에서 열대요란이 일어난 후, 서쪽 필리핀 방면으로 이동하기 시작했다. 미국 합동태풍경보센터(JTWC)에서는 5월 8일에 열대저기압 발생 경고령을 내렸고 곧이어 열대 저기압으로 발달했다. 5월 9일 새벽 3시에, JTWC에서 열대 폭풍으로 승격시킨 뒤에 일본 기상청(JMA)에서는 이 열대폭풍을 '짠쯔(CHANCHU)'로 명명하였다.
열대폭풍 짠쯔는 매우 빠르게 발달하여 5월 10일에 JTWC가 짠쯔를 태풍의 지위에 오르게 한 뒤 필리핀 북사마르주에 첫 번째로, 그리고 동민도로주에 두 번째로 상륙한 뒤에 필리핀을 완전히 빠져나와 남중국해에 진입했다.
태풍 짠쯔는 남중국해 중부해상에서 잠시 정체한 뒤, 90도 각도로 틀어 북쪽으로 진로를 바꾸며 중국 쪽으로 전진해갔다. 5월 17일에 짠쯔는 광둥성 동부의 도시인 산터우 시에 풍속 135 km/h의 강도로 세 번째로 상륙했다. 짠쯔는 해안가에서 멀리 떨어지지 않은 곳에서 해안선과 평행하게 이동하다가 푸젠성 북동쪽까지 도달하게 되었다. JTWC는 곧이어 태풍 짠쯔가 완전히 온대 저기압으로 변질되었다고 알렸으나 JMA와 대한민국 기상청(KMA)에서는 그렇게 판단하지 않았다. JMA에 따르면 태풍은 10분최대풍속 약 74 km/h의 세력으로 약해진 후에 5월 18일에 동중국해로 진입했고 다음날에서야 온대저기압으로 변질되었다고 발표했다. 한편 KMA에서는 태풍 짠쯔가 중심기압 998 hPa의 세력으로 중국 상하이시 동쪽 약 190 km 부근 해상에서 소멸되었다고 발표했다.
태풍 짠쯔(CHANCHU)는 마카오에서 제출하였으며 진주를 의미한다.

## 태풍의 시간별 정보
아래 표는 대한민국 기상청(KMA)의 자료에 의한 것임.
| 형태          | 날짜 및 시간 (UTC) | 위도 (°N) | 경도 (°E) | 이동속도 (km/h) | 기압 (hPa) | 최대풍속 (m/s) |
| ------------- | ------------------ | --------- | --------- | --------------- | ---------- | -------------- |
| 열대폭풍      | 5월 9일 12시       | 8.3       | 132.2     | 11              | 1000       | 18.0           |
| 열대폭풍      | 5월 10일 6시       | 9.6       | 129.9     | 21              | 990        | 23.0           |
| 강한 열대폭풍 | 5월 11일 6시       | 11.5      | 127.0     | 22              | 980        | 28.0           |
| 강한 열대폭풍 | 5월 12일 6시       | 13.0      | 122.6     | 19              | 985        | 26.0           |
| 강한 열대폭풍 | 5월 13일 6시       | 13.9      | 119.3     | 22              | 975        | 31.0           |
| 태풍          | 5월 14일 6시       | 14.0      | 116.6     | 16              | 960        | 38.0           |
| 태풍          | 5월 15일 6시       | 14.8      | 115.3     | 11              | 930        | 46.0           |
| 태풍          | 5월 15일 18시      | 16.0      | 115.1     | 13              | 930        | 46.0           |
| 태풍          | 5월 16일 6시       | 17.8      | 114.9     | 17              | 940        | 43.0           |
| 태풍          | 5월 16일 18시      | 19.5      | 115.4     | 13              | 945        | 43.0           |
| 태풍          | 5월 17일 6시       | 21.3      | 116.1     | 17              | 950        | 41.0           |
| 태풍          | 5월 17일 18시      | 23.5      | 117.4     | 24              | 965        | 36.0           |
| 열대폭풍      | 5월 18일 6시       | 26.1      | 119.3     | 38              | 996        | 18.0           |
| 소멸          | 5월 19일 3시       | 31.5      | 123.4     | 65              | 998        |                |

## 대비

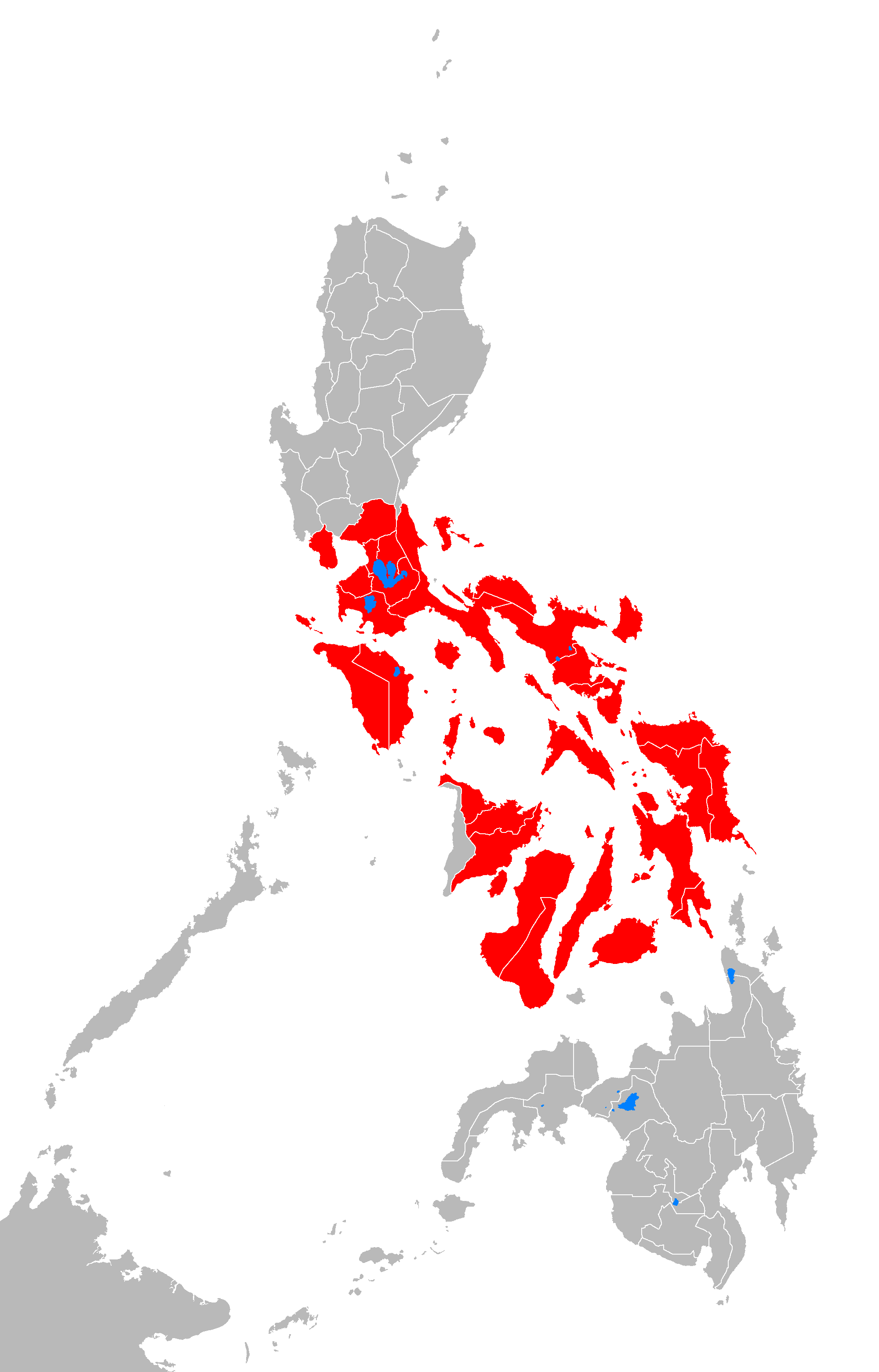
필리핀(영향을 받은 지역)

홍콩에서는 사피어-심슨 허리케인 등급 제5등급에 버금가는 세력으로 상륙할 것으로 예보했다. 그에 대비하기 위해 홍콩 기상청은 홍콩과 마카오 전지역에 태풍주의보를 발령했다.
중국에서는 5월 11일부터 광둥성에 태풍의 강풍반경에 들어 태풍의 영향을 받을 것으로 예측했다. 태풍 짠쯔가 북쪽으로 방향을 바꾸면서 5월 15일에는 태풍경보가 발령되었다. 짠쯔가 상륙하기 하루 전날인 5월 17일에 중국 남동부 주민들 약 62만명이 안전한 지대로 대피하였고 짠쯔는 5월 18일, 중국 본토 광둥성에 상륙하면서 약화되었고 태풍경보는 하향조정되었다.
대만 중앙 기상사무국에서는 5월 15일에 바시 해협과 대만 해협에 태풍 경보를 내렸다. 이후 5월 16일에 진먼 현과 펑후 제도, 대만 북쪽 해양에도 경고령을 발령했다.

## 피해

### 필리핀
태풍 짠쯔는 필리핀에서 41명의 목숨을 앗아갔고 190만달러의 재산피해를 냈다. 이 재산피해액 중 대부분은 농업분야에서 집계되었다. 5월 12일에 마스바테주 근해에서 모터보트가 전복되어 21명이 사망했으나 나머지 18명은 무사히 구조되었다. 비콜 지방에서는 300가구의 집이 파괴되었고 이에 따라 많은 이재민이 생겼다. 남레이테주의 한 도시에서는 산사태가 일어나 약 1천명의 사람들이 고립되었으나 사상자는 없었다. 또한 강의 물이 근처 제방을 완전히 붕괴해 민도로섬의 4개 마을이 완전히 잠겨버렸다. 필리핀 전국에서 600채의 집이 완전히 파괴되었고 3,500채는 부분적으로 파괴되었다.

### 베트남
태풍 짠쯔는 베트남 해안에는 영향을 미치지 않았으나 남중국해에 있던 베트남 선박 11척을 전복시켜 44명을 숨지게 했고 190명이 실종되었다. 나머지 7척은 바다에 떠 있을 수 있어서 구조를 요청해 무사히 구조되었다. 또한 330명에 달하는 어부들이 중국 선원들에 의해 구출되었다. 당시 베트남의 제5대 국가주석이었던 쩐득르엉은 이에 대해 중국 정부에게 감사의 인사를 건넸다. 동부의 푸옌성에서도 3명의 학생들이 해안에서 놀다가 실종되었다.

### 중국
태풍 짠쯔는 중국에 25명의 인명피해를 냈다. 광둥성 동부의 도시인 산터우시에서는 많은 산사태가 일어나 집이 붕괴되어 3명이 숨졌다. 192채의 집이 물에 잠겼고 이 때 물의 깊이는 1.6 m에 달하였다. 공원은 매우 심각하게 파괴되어 재건하기 위해 문을 닫았다. 푸젠성에서는 15명이 산사태에 의해 숨졌고 4명이 실종되었다. 푸젠 성의 재산피해는 4억 8천만달러(2006년 기준)로 집계되었다. 상하이시에서는 둥하이 대교의 제한속도를 기존의 속력의 절반으로 낮추었다. 경제손실액으로는 70억 위안(8억 7천3백만달러)이 총 집계되었다.

### 홍콩
홍콩에서는 작은 피해만 입었다. 수면이 해일로 인해 2.8 m가 상승했고 홍콩섬 북서부에서 작은 홍수가 일어났다. 몇개의 비행편들이 취소되었고 여객선 운항이 중지되었다. 좋지 않은 바다의 상태 때문에 가오슝시와 홍콩을 잇는 크루즈의 운행이 다소 지연되었다.

### 대만
대만에서도 5월 17일, 2명의 자매가 급격히 불어난 물에 의해 일어난 홍수 때문에 숨졌다. 섬 전체에 폭우가 내렸고 서부에 위치한 많은 곳에서 강풍이 불었다. 또한 가오슝시 인근 해상에서 볼리비아 유조선, 럭키 스타 (Lucky Star)가 침몰되었다.

### 일본
일본 최남단의 섬, 하테루마섬 해안가에서 수영하고 있던 17세 남학생 3명이 강한 파도에 떠내려갔다. 이 사건으로 인해 1명이 숨졌고 1명이 실종되었으나 나머지 1명은 구조되었다.

### 대한민국
태풍 짠쯔는 대한민국에 도달하기 전, 동중국해 해상에서 소멸되었지만 남은 비구름대가 북쪽, 대한민국 방면으로 이동하여 남부지방에 집중호우가 쏟아지는 원인을 제공했다.

## 제명
위의 사례처럼 태풍 짠쯔는 동아시아 전역에 많은 피해를 내, 2006년 12월에 필리핀 마닐라에서 열린 아시아 태평양 경제 사회 위원회와 WMO 태풍 위원회의 제39차 연례회의에서 이름 '짠쯔(CHANCHU)'를 피해가 심각해 퇴출시키기로 결정하고 같은 이유로 나머지 4개, 빌리스(BILIS), 사오마이(SAOMAI), 상산(XANGSANE)과 두리안(DURIAN)도 동시에 제명되었다. 한편, 다음해인 2007년 12월에 짠쯔의 대체이름, '산바(SANBA)'가 결정되어 2008년부터 북서태평양 열대저기압 이름의 목록에 오르게 되었고 2012년과 2018년에 사용되었다.

## 같이 보기
- 2006년 태풍